# La Verneda i la Pau

Barrios do distrito de Sant Martí, Barcelona.

La Verneda i la Pau é um bairro integrado no distrito de Sant Martí da cidade de Barcelona. 
La Verneda se encontra localizada no núcleo originário do antigo povoado de Sant Martí de Provençals, que data do ano 1052. Seu nome faz referencia as árvores que cresciam a margem dos rios, o aliso (em catalã, vern).
Até os anos 50 do século XX, o território estava ocupado majoritariamente por terrenos de cultivo e algumas masías (Can Planas, Ca l'Arnó, Can Riera, Can Cadena). Ao final do século XIX pintores como Isidre Nonell, Joaquim Mir, Juli Vallmitjana, Ricard Canals, Ramon Pichot, e Adrià Gual, conhecidos como a colla del Safrà, iriam a pintar os campos da Verneda de Sant Martí.
O bairro atual se originou na década dos cinqüenta, fruto da grande demanda de casas gerada pela chegada maciça de imigrantes, com uma alta densidade de edifícios e de população e, naquele momento, uma carência total de equipamentos e serviços. Com a continuada reivindicação vizinhal o bairro melhorou sua situação e se construíram os equipamentos atuais. 
No bairro se encontra o polígono de casas La Pau, inaugurado em 1966.
O regente do distrito, Francesc Narváez, tem vivido toda sua etapa política neste bairro barcelonés.